# Puchar Świata w skeletonie 2001/2002
Puchar Świata w skeletonie 2001/2002 – 16. edycja tej imprezy. Cykl rozpoczął się w Königssee 16 listopada 2001 roku, a zakończył się 17 lutego 2002 roku w Sankt Moritz.

## Wyniki
| Lp.                                               | Data              | Miejscowość  | Konkurencja | 1 miejsce           | 2 miejsce            | 3 miejsce       |
| ------------------------------------------------- | ----------------- | ------------ | ----------- | ------------------- | -------------------- | --------------- |
| 1. PŚ                                             | 16 listopada 2001 | Königssee    | Mężczyźni   | Gregor Stähli       | Chris Soule          | Jeff Pain       |
| 1. PŚ                                             | 16 listopada 2001 | Königssee    | Kobiety     | Steffi Hanzlik      | Diana Sartor         | Lindsay Alcock  |
| 2. PŚ                                             | 21 listopada 2001 | Igls         | Mężczyźni   | Gregor Stähli       | Martin Rettl         | Chris Soule     |
| 2. PŚ                                             | 21 listopada 2001 | Igls         | Kobiety     | Maya Pedersen-Bieri | Alex Coomber         | Lea Ann Parsley |
| 3. PŚ                                             | 14 grudnia 2001   | Calgary      | Mężczyźni   | Gregor Stähli       | Martin Rettl         | Chris Soule     |
| 3. PŚ                                             | 14 grudnia 2001   | Calgary      | Kobiety     | Lindsay Alcock      | Maya Pedersen-Bieri  | Alex Coomber    |
| 4. PŚ                                             | 20 grudnia 2001   | Lake Placid  | Mężczyźni   | Gregor Stähli       | Jimmy Shea           | Chris Soule     |
| 4. PŚ                                             | 20 grudnia 2001   | Lake Placid  | Kobiety     | Alex Coomber        | Jekatierina Mironowa | Steffi Hanzlik  |
| 5. PŚ                                             | 17 stycznia 2002  | Sankt Moritz | Mężczyźni   | Chris Soule         | Gregor Stähli        | Duff Gibson     |
| 5. PŚ                                             | 17 stycznia 2002  | Sankt Moritz | Kobiety     | Michelle Kelly      | Lea Ann Parsley      | Lindsay Alcock  |
| Zimowe Igrzyska Olimpijskie 2002 – Salt Lake City |                   |              |             |                     |                      |                 |

## Klasyfikacje
| Lp. | Zawodnik         | Punkty |
| --- | ---------------- | ------ |
| 1.  | Gregor Stähli    | 245    |
| 2.  | Chris Soule      | 218    |
| 3.  | Martin Rettl     | 157    |
| 4.  | Jeff Pain        | 155    |
| 5.  | Jim Shea         | 151    |
| 6.  | Duff Gibson      | 139    |
| 7.  | Philippe Cavoret | 123    |
| 8.  | Lincoln DeWitt   | 117    |
| 9.  | Willi Schneider  | 115    |
| 9.  | Christian Auer   | 115    |

| Lp. | Zawodnik             | Punkty |
| --- | -------------------- | ------ |
| 1.  | Alex Coomber         | 115    |
| 2.  | Maya Pedersen        | 114    |
| 3.  | Lindsay Alcock       | 109    |
| 4.  | Lea Ann Parsley      | 105    |
| 5.  | Michelle Kelly       | 90     |
| 6.  | Steffi Hanzlik       | 89     |
| 7.  | Diana Sartor         | 69     |
| 8.  | Jekatierina Mironowa | 66     |
| 9.  | Monique Riekewald    | 64     |
| 10. | Tristan Gale         | 53     |